# Dedo von Krosigk (Landrat)
Dedo Freiherr von Krosigk (* 14. März 1776 in Poplitz; † 21. März 1857 in Naumburg (Saale)) war Rittergutsbesitzer in Poplitz, Laublingen, Mukrena und Beesedau sowie Benkendorf, Erbtruchsess, königlich-preußischer Geheimer Regierungsrat, Landrat des Saalkreises, Dechant des Stifts Naumburg und Ritter des Johanniterordens.

## Leben
Er stammt aus dem im Saalkreis ansässig gewesenen Adelsgeschlecht Krosigk und war der älteste Sohn von Ferdinand Anton von Krosigk, Majoratsherr auf Poplitz, und Dorothea Luise, geborene von Cramm. 1807 heiratete er in Nienburg Auguste von Hagen (1786–1840). Diese Ehe wurde geschieden. Aus ihr gingen die erwachsenen Kinder Antonie Emilie Auguste (1811–1877), Louise (1814–1841), Friederike („Freda“, 1815–1886, ⚭ Friedrich Herwarth von Bittenfeld), Sophie (1815–1873), Vollrat (1819–1889), Hermann (1824–1886) und Bernhard (1833–1855) hervor. Vollrats Tochter Clara (1844–1916) heiratete 1863 Friedrich Joachim von Alvensleben, den Landrat des Kreises Neuhaldensleben. Zu Dedo von Krosigks Brüdern zählten Heinrich, Ludwig, Ernst, Friedrich und Anton Emil von Krosigk.
Von 1809 bis 1816 besaß er die beiden Rittergüter Benkendorf und Delitz am Berge im heutigen Saalekreis, die er von seinem Cousin Heinrich August von Holleuffer gekauft hatte.
1816 übernahm er die Funktion des Landrates im Saalkreis. Nach dem Tod des befreundeten Landrats Anton von Hardenberg wurde er Vormund von dessen unmündigen Kindern. Am 15. Oktober 1840 verlieh ihm König Friedrich Wilhelm IV. von Preußen die Würde eines Erbtruchsesses des Herzogtums Magdeburg und erhob ihn zum Freiherrn. Er war Mitglied der Hallenser Freimaurerloge „Zu den drei Degen“.